# راونا رکا، دسپوتوواتس
راونا رکا (صربی: Ravna Reka}} یک منطقهٔ مسکونی در صربستان است که در Despotovac واقع شده‌است.